# Cai Zhenhua
Cai Zhenhua (chinesisch 蔡振华, Pinyin Cài Zhènhuá; * 3. September 1961 in Wuxi) ist ein ehemaliger chinesischer Tischtennisspieler, -trainer und -funktionär. Er wurde Anfang der 1980er Jahre vierfacher Weltmeister.

## Aktiver
Cai Zhenhua ist Linkshänder. Er nahm an den Weltmeisterschaften 1981, 1983 und 1985 teil und gewann dabei jedes Mal mindestens einen Titel: 1981 im Doppel mit Li Zhenshi und mit der chinesischen Herrenmannschaft, 1983 mit der Mannschaft und 1985 im Mixed mit Cao Yanhua. Im Einzel erreichte er 1981 und 1983 das Endspiel, das er jeweils gegen Guo Yuehua verlor. Dazu kommen zwei Bronzemedaillen, 1983 im Mixed mit Cao Yanhua und 1985 im Doppel mit Jiang Jialiang.
Auch bei den Asienmeisterschaften holte er mehrere Titel. 1980 und 1982 siegte er mit der Mannschaft, 1982 wurde er zudem Asienmeister im Einzel. Im Doppel kam er 1980 (mit Shi Zhihao) und 1982 (mit Jiang Jialiang) ins Finale.
In der ITTF-Weltrangliste wurde er 1984 auf Platz eins geführt. 2010 wurde er in die ITTF Hall of Fame aufgenommen.

## Trainer und Funktionär
Cai Zhenhua trainierte von 1985 bis 1989 das italienische Nationalteam. Danach kehrte er nach China zurück und wurde hier Nationaltrainer. 1991 wurde er zum Cheftrainer befördert.
2004 beendete er seine Trainertätigkeit und wurde Direktor der Verwaltungszentrale für Tischtennis und Badminton. 2009 löste er Li Furong als Präsident des asiatischen TT-Verbandes ATTU ab, dieses Amt hatte er bis 2021 inne. 2010 übernahm er auch Verantwortung für den chinesischen Fußball. 2018 wurde er zum Vizepräsidenten des All-Chinesischen Gewerkschaftsbundes ACGB gewählt.

## Philatelie
Cai Zhenhua ist auf einem Postwertzeichen der schwedischen Post zu 3,20 schwedischen Kronen abgebildet, das zur Tischtennis-Weltmeisterschaft 1985 in Göteborg am 14. März 1985 ausgegeben wurde (Michel-Nr. 1327).

## Turnierergebnisse
| Verband | Veranstaltung           | Jahr | Ort          | Land | Einzel       | Doppel        | Mixed         | Team |
| ------- | ----------------------- | ---- | ------------ | ---- | ------------ | ------------- | ------------- | ---- |
| CHN     | Asienmeisterschaft ATTU | 1982 | Jakarta      | INA  | Gold         | Silber        | Halbfinale    | 1    |
| CHN     | Asienmeisterschaft ATTU | 1980 | Calcutta     | IND  |              | Silber        | Halbfinale    | 1    |
| CHN     | Asian Cup               | 1984 | New Delhi    | IND  | 2            |               |               |      |
| CHN     | Asian Cup               | 1983 | Wuxi         | CHN  | 1            |               |               |      |
| CHN     | Asienspiele             | 1982 | New Delhi    | IND  |              |               |               | 1    |
| CHN     | Weltmeisterschaft       | 1985 | Göteborg     | SWE  | keine Teiln. | Halbfinale    | Gold          |      |
| CHN     | Weltmeisterschaft       | 1983 | Tokio        | JPN  | Silber       | Viertelfinale | Halbfinale    | 1    |
| CHN     | Weltmeisterschaft       | 1981 | Novi Sad     | YUG  | Silber       | Gold          | Viertelfinale | 1    |
| CHN     | World Cup               | 1984 | Kuala Lumpur | MAS  | 7            |               |               |      |
| CHN     | World Cup               | 1983 | Barbados     | 0    | 10           |               |               |      |